# Skalepovo
 (mai 2024).
Skalepovo (en russe : Скалепово) est un hameau fantôme du raïon de Louza de l'oblast de Kirov en Russie européenne.

## Géographie
Skalepovo est située dans l'oblast de Kirov, un sujet de la Russie, dans le district fédéral de la Volga. Le hameau se trouve dans le raïon de Louza, un raïon du centre de l'oblast,. 
Skalepovo, comme tout l'oblast de Kirov, est située dans le fuseau horaire MSK (heure de Moscou). Le décalage horaire appliqué par rapport au temps universel coordonné est +03:00.

## Démographie
Recensements (*) et estimations de la population,:
| 2002 * | 2010* | - | - |
| ------ | ----- | - | - |
| 2      | 0     | - | - |

## Culture locale et patrimoine
Le hameau possède une chapelle, qui est classée comme monument d'architecture et d'urbanisme d'importance régionale depuis 2021.